# برونتي بارات
برونتي بارات (بالإنجليزية: Bronte Barratt) (8 فبراير 1989 – ) هي سبّاحة، من أستراليا، مثّلت بلادها في الألعاب الأولمبية الصيفية 2012، وسباحة في الألعاب الأولمبية الصيفية 2012 – سيدات 4 × 200 متر سباحة حرة تناوب ‏، ودورة ألعاب الكومنولث 2010، ودورة ألعاب الكومنولث 2006، والسباحة في الألعاب الأولمبية الصيفية 2008 – سيدات 4 × 200 متر حر تناوب ‏، والألعاب الأولمبية الصيفية 2016، وسباحة في الألعاب الأولمبية الصيفية 2012 – سيدات 200 متر سباحة حرة ‏، والألعاب الأولمبية الصيفية 2008، ودورة ألعاب الكومنولث 2014.

## وصلات خارجية
- برونتي بارات على موقع الاتحاد الدولي للسباحة (الإنجليزية)
- برونتي بارات على موقع SwimRankings.net (الإنجليزية)
- برونتي بارات على موقع اللجنة الأولمبية الدولية (الإنجليزية)
- برونتي بارات على موقع أوليمبيديا (الإنجليزية)
- برونتي بارات على موقع اللجنة الأولمبية الأسترالية (الإنجليزية)
- برونتي بارات على موقع اتحاد ألعاب الكومنولث (مؤرشف) (الإنجليزية)
- برونتي بارات على موقع اتحاد ألعاب الكومنولث (مؤرشف) (الإنجليزية)
- برونتي بارات على موقع دورة ألعاب الكومنولث 2006 (مؤرشف) (الإنجليزية)
- برونتي بارات على موقع دورة ألعاب الكومنولث 2014 (مؤرشف) (الإنجليزية)